# San Juan de Jarpa (distrito)
San Juan de Jarpa é um distrito da província de Chupaca, localizado do Departamento de Junín, Peru.

## Transporte
O distrito de San Juan de Jarpa não é servido pelo sistema de estradas terrestres do Peru.